# New Smyrna Beach
New Smyrna Beach város az USA Florida államában, Volusia megyében. Lakosainak száma 30 142 fő (2020. április 1.).

## Népesség
A település népességének változása:

| 2010 | 22 464 |
| 2020 | 30 142 |